# Daddala fuscofasciata
Daddala fuscofasciata är en fjärilsart som beskrevs av Louis Beethoven Prout 1922. Daddala fuscofasciata ingår i släktet Daddala och familjen nattflyn. Inga underarter finns listade i Catalogue of Life.